# Número de Identificação Bancária
O Número de Identificação Bancária (NIB) era um elemento de informação normalizado, utilizado na identificação de contas bancárias domiciliadas em Portugal e que permitia uma maior segurança e rapidez no encaminhamento na transferência a crédito de fundos.

## Formato NIB
O NIB era composto por 21 algarismos, sendo os 4 primeiros o código do banco no qual a conta está domiciliada, seguidos do código do balcão ou agência (4 algarismos, que poderão ser zeros se o banco não utilizar esta referência), do número de conta (11 algarismos) e de dois algarismos de controlo.

### Formato
BBBB AAAA CCCC CCCC CCC KK
Onde:
- B = 1-4 código do banco;
- A = 5-8 código do balcão ou agência (zeros se o banco não utilizar esta referência);
- C = número da conta (9-19);
- K = 2 algarismos de controlo (20-21);

Alguns códigos de bancos usados no NIB
| - 0007 - Novo Banco - 0010 - BPI - 0018 - Santander - 0019 - BBVA - 0023 - Activo Bank - 0025 - Caixa BI - 0032 - Barclays (é Bankinter com 0032 desde a mudança de marca) - 0033 - Millennium BCP - 0034 - BNP Paribas - 0035 - CGD | - 0036 - Banco Montepio - 0038 - Banif (passou para o Santander - 0018) - 0043 - Abanca Portugal - 0045 - Crédito Agrícola (Nacional) - 0046 - Popular (passou para o Santander - 0018) - 0059 - Caixa Económica da Misericórdia de Angra do Heroísmo - 0061 - Big - 0065 - Best - 0079 - EuroBic - 0193 - Banco CTT - 0235 - Banco Carregosa - 0269 - Bankinter (código anterior à aquisição do Barclays em Portugal) - 0500 - ING Wholesale Banking - 0781 - Direcção Geral do Tesouro - 5180 - Caixa Central de Crédito Agrícola Mútuo (Lisboa) |

## Verificação do NIB

### Algoritmo
| Caracter   | Número correspondente |
| ---------- | --------------------- |
| 0          | 0                     |
| 1, A, J    | 1                     |
| 2, B, K, S | 2                     |
| 3, C, L, T | 3                     |
| 4, D, M, U | 4                     |
| 5, E, N, V | 5                     |
| 6, F, O, W | 6                     |
| 7, G, P, X | 7                     |
| 8, H, Q, Y | 8                     |
| 9, I, R, Z | 9                     |

A validade de um NIB pode ser calculada através do seu algarismo de controlo.
A primeira etapa consiste em substituir as por letras por números.
Para realizar a transformação, basta colocar em base 36 (base 10 + 26 letras) e aplicar o cálculo seguinte a cada caracter (transformado em número currentCharValue) e depois substituí-lo pelo número resultante:
{\displaystyle currentCharValue+2^{\frac {currentCharValue-10}{9}}{\pmod {10}}}
A etapa seguinte (facultativa) consiste em decompor o código e multiplicar cada parte por uma constante e somar.
Finalmente, o código está correcto se o número obtido (quer pela concatenação, quer pela decomposição) corresponde a 0 módulo 97.
{\displaystyle bankCode*89+counter*15+account*3+key\equiv 0{\pmod {97}}}

### Algoritmo de verificação em C#
```
public
 
bool
 
NibIsValid
(
string
 
nib
)

{

    
Regex
 
nibRegex
 
=
 
new
 
Regex
(
@"^\d{21}$"
,
 
RegexOptions
.
Compiled
);

    
long
 
result
 
=
 
0
;

    
for
 
(
int
 
nibIndex
 
=
 
0
;
 
nibIndex
 
<
 
19
;
 
nibIndex
++
)

    
{

        
int
 
digit
 
=
 
Convert
.
ToInt32
(
nib
[
nibIndex
].
ToString
(
CultureInfo
.
InvariantCulture
));

        
result
 
=
 
(
result
 
+
 
digit
)
 
*
 
10
 
%
 
97
;

    
}

    

    
result
 
=
 
98
 
-
 
((
result
 
*
 
10
)
 
%
 
97
);

    
return
 
nib
.
Substring
(
19
).
Equals
(
result
.
ToString
(
"00"
));

}

```

### Algoritmo de verificação em PHP
A função check_rib devolve verdade ou falso conforme o número seja ou não válido.
```
function
 
check_rib
(
$cbanque
,
 
$cguichet
,
 
$nocompte
,
 
$clerib
)
 
{

    
$tabcompte
 
=
 
""
;

    
$len
 
=
 
strlen
(
$nocompte
);

    
if
 
(
$len
 
!=
 
11
)
 
{

        
return
 
false
;

    
}

    
for
 
(
$i
 
=
 
0
;
 
$i
 
<
 
$len
;
 
$i
++
)
 
{

        
$car
 
=
 
substr
(
$nocompte
,
 
$i
,
 
1
);

        
if
 
(
!
is_numeric
(
$car
))
 
{

            
$c
 
=
 
ord
(
$car
)
 
-
 
(
ord
(
'A'
)
 
-
 
1
);

            
$b
 
=
 
(
$c
 
+
 
pow
(
2
,
 
(
$c
 
-
 
10
)
/
9
))
 
%
 
10
;

            
$tabcompte
 
.=
 
$b
;

        
}

        
else
 
{

            
$tabcompte
 
.=
 
$car
;

        
}

    
}

    
$int
 
=
 
$cbanque
 
.
 
$cguichet
 
.
 
$tabcompte
 
.
 
$clerib
;

    
return
 
(
strlen
(
$int
)
 
>=
 
21
 
&&
 
bcmod
(
$int
,
 
97
)
 
==
 
0
);

}

```

### Algoritmo de verificação em Java
```
import
 
java.math.BigDecimal
;

public
 
class
 
Validation
{

    
public
 
boolean
 
checkRib
(
String
 
rib
)
 
{

        
StringBuilder
 
extendedRib
 
=
 
new
 
StringBuilder
(
rib
.
length
());

        
for
 
(
char
 
currentChar
 
:
 
rib
.
toCharArray
())
 
{

            
//Works on base 36

            
int
 
currentCharValue
 
=
 
Character
.
digit
(
currentChar
,
 
Character
.
MAX_RADIX
);

            
//Convert character to simple digit

            
extendedRib
.
append
(
currentCharValue
<
10
?
currentCharValue
:(
currentCharValue
 
+
 
(
int
)
 
StrictMath
.
pow
(
2
,(
currentCharValue
-
10
)
/
9
))
%
10
);

        
}

        
return
 
new
 
BigDecimal
(
extendedRib
.
toString
()).
remainder
(
new
 
BigDecimal
(
97
)).
intValue
()
 
==
 
0
;

    
}

}

```

### Algoritmo de validação do check digit em Java
O anterior parecia não funcionar, recebe um nib, e valida o check digit desse nib
```
    
public
 
static
 
boolean
 
isValidNIB
(
String
 
nib
)
 
{

        
char
[]
 
toValidate
 
=
 
nib
.
substring
(
0
,
 
19
).
toCharArray
();

        
Integer
 
checkDigit
 
=
 
Integer
.
valueOf
(
nib
.
substring
(
19
));

        
Integer
[]
 
wi
 
=
 
{
 
73
,
 
17
,
 
89
,
 
38
,
 
62
,
 
45
,
 
53
,
 
15
,
 
50
,
 
5
,
 
49
,
 
34
,
 
81
,
 
76
,
 
27
,
 
90
,
 
9
,
 
30
,
 
3
 
};

        
Integer
 
sum
 
=
 
0
;

        
for
 
(
int
 
i
 
=
 
0
;
 
i
 
<
 
19
;
 
i
++
)
 
{

            
sum
 
+=
 
Character
.
digit
(
toValidate
[
i
]
,
 
10
)
 
*
 
wi
[
i
]
;

        
}

        
return
 
checkDigit
.
equals
(
98
 
-
 
(
sum
 
%
 
97
));

    
}

```

### Algoritmo em JavaScript para através do número de conta obter o NIB
Este algoritmo serve para obter através do número de conta, o NIB. Faz uso das considerações técnicas acima referidas, mais precisamente o algoritmo para o cálculo dos dois algarismos de controlo. Este algoritmo faz ainda uso da classe BigInt[ligação inativa] para JavaScript, pois sendo o NIB um número com 21 algarismos não permite que a classe convencional de inteiros em JavaScript lide com o NIB. No algoritmo abaixo indicado toma-se como exemplo o caso em que o banco é a CGD (código 0035).
```
if
 
(
banco
 
==
 
"CGD"
){

	

	
banco_num
=
str2bigInt
(
'0035'
,
10
,
6
,
21
);

	
NIB_aux
=
mult
(
banco_num
,
str2bigInt
(
'100000000000000000'
,
10
,
6
,
21
));

		

	
str_conta_banco
 
=
 
document
.
conta_banco
.
conta
.
value
;
 
//número de conta

		

	
if
(
isNaN
(
str_conta_banco
)
 
||
 
str_conta_banco
.
length
!=
13
){
 
//validação do número de conta CGD

		
alert
(
"Número de conta CGD inválido"
);

		
return
;

	
}

	

	
var
 
conta_num
 
=
 
str2bigInt
(
str_conta_banco
,
10
,
6
,
21
);
 
//conversão da string em BigInt

	

	
var
 
conta_sem_balcao
 
=
 
mod
(
conta_num
,
str2bigInt
(
'1000000000'
,
10
,
6
,
21
));
 
//número de conta(sem o número do balcão)

	
var
 
balcao
 
=
 
sub
(
conta_num
,
conta_sem_balcao
);
//código do balcão com 9 zeros

		

	
conta_sem_balcao
 
=
 
mult
(
conta_sem_balcao
,
str2bigInt
(
'100'
,
10
,
6
,
21
));
//código do balcão para adicionar ao NIB

	

	
balcao
 
=
 
mult
(
balcao
,
str2bigInt
(
'10000'
,
10
,
6
,
21
));
//código do balcão com 13 zeros (correcto)

		

	
NIB_aux
=
add
(
NIB_aux
,
add
(
balcao
,
conta_sem_balcao
));
//cód. banco + cód. balcão + conta_sem_balcão

		

	
NIB_ref
=
sub
(
str2bigInt
(
'98'
,
10
,
6
,
21
),
mod
(
NIB_aux
,
str2bigInt
(
'97'
,
10
,
6
,
21
)));
 
//faz 98-(NIB(com os algarismos de controlo a 00) módulo 97) para obter os algarismos de controlo

		

	
NIB
=
add
(
NIB_aux
,
NIB_ref
);
 
//soma os algarismos de controlo ao NIB calculado

	
NIB_str
=
"00"
+
bigInt2str
(
NIB
,
10
);
// soma dois zeros à string pois o código da CGD é apenas 35

		

	
document
.
write
(
"<center>O seu NIB &eacute;: "
+
NIB_str
+
"<br><br></center>"
);
//imprime o NIB

		

	
return
;

}

```

### Validação em RUBY
```
  
#Validates a NIB (Número de Identificação Bancaria)

  
def
 
validate_nib
(
nib
)

    
#puts nib

    
toValidate
 
=
 
nib
.
slice
(
0
..
18
)

    
#puts toValidate

    
checkDigit
 
=
 
nib
.
slice
(
19
..
20
)
.
to_i

    
#puts checkDigit.to_s

    
wi
 
=
 
[
73
,
 
17
,
 
89
,
 
38
,
 
62
,
 
45
,
 
53
,
 
15
,
 
50
,
 
5
,
 
49
,
 
34
,
 
81
,
 
76
,
 
27
,
 
90
,
 
9
,
 
30
,
 
3
]

    
sum
 
=
 
0

    
(
0
..
18
)
.
each
 
do
 
|
i
|

      
digit
 
=
 
nib
.
slice
(
i
)
.
to_i

      
sum
 
=
 
sum
 
+
 
digit
 
*
 
wi
[
i
]
;

    
end

    
partial
 
=
 
sum
 
%
 
97

    
controlCheckDigit
 
=
 
98
 
-
 
partial
;

    
return
 
checkDigit
 
==
 
controlCheckDigit

  
end

```

## IBAN
O IBAN, é um número utilizado para qual transação, tanto entre bancos de Portugal como com o estrangeiro. É composto pelo antigo Número de Identificação Bancária, pelo código do país e por dois dígitos que servem de controlo. O IBAN deve ser sempre apresentado para leitura em maiúsculas e em grupos de quatro dígitos separados por espaço.
Para converter um NIB em IBAN basta acrescentar "PT50" antes do NIB. Exemplo: PT50 BBBB AAAA CCCC CCCC CCC KK